# Ittiosi volgare
L' ittiosi volgare  è una genodermatosi. Costituisce la più comune e meno grave forma di ittiosi, un gruppo di patologie caratterizzate da anomalie della cheratinizzazione.

## Epidemiologia
L'ittiosi volgare presenta un'ereditarietà autosomico semidominante a penetranza variabile. L'incidenza è di 1/250 o 1/1 000 a seconda dell'etnia.

## Eziologia
L'ittiosi volgare è causata da mutazioni del gene FLG, codificante per la filaggrina, localizzato nel cromosoma 1q21 all'interno dell'EDC (Epidermal Differentiation Complex), un gruppo di geni fondamentali per il corretto sviluppo e funzione dell'epidermide.. 
I pazienti portatori di una singola mutazione nel gene FLG (33% dei casi) mostrano nella maggior parte dei casi un fenotipo lieve con xerosi ed iperlinearità palmo-plantare con accentuazione dei solchi mentre è meno comune la presentazione classica, associata alla presenza di una doppia mutazione del gene (66%). Le mutazioni di FLG determinano un'alterazione nella formazione della barriera epidermica e una significativa riduzione del fattore naturale di idratazione, una miscela di sostanze idrosolubili e idroscopiche fondamentali per mantenere l'idratazione dello strato corneo.
Pazienti affetti da ittiosi volgare sono più suscettibili allo sviluppo di allergie alimentari, asma atopico, dermatite atopica, eczema delle mani, eczema herpeticum, rinite allergica. La gravità della desquamazione varia probabilmente in base al tipo e all'entità della mutazione sul gene della filaggrina che determina un'abolizione o una riduzione degli mRNA codificanti per la proteina e da deficit di acido urocanico e acido piroglutammico. Queste due molecole, derivati del catabolismo dell'istidina e dell'acido glutammico sono coinvolte nella funzione di barriera svolta dall'epidermide e hanno la capacità di trattenere molecole d'acqua.

## Istopatologia
L'epidermide presenta moderata ipercheratosi e ortocheratosi con possibili tracce di cheratosi pilare, i filamenti di cheratina sono normali. Lo strato granuloso si presenta assottigliato o assente e nel citoplasma delle sue cellule i granuli di cheratoialina sono sparsi e frammentati. Il derma è normale.

## Clinica
Alla nascita il neonato può presentare secchezza cutanea, tuttavia la patologia si manifesta in genere dopo 2-3 mesi di vita con la comparsa di piccole squame biancastre o grigiastre parzialmente aderenti alla cute, di consistenza friabile e dai bordi rilevati. La desquamazione è più intensa sulle superfici estensorie di arti superiori ed inferiori, più lieve al tronco con risparmio delle pieghe cutanee, dell'area del pannolino e delle superfici palmo-plantari che però presentano ipercheratosi ed iperlinearità. Sul volto può esservi desquamazione sul cuoio capelluto, sulla fronte, in zona periorale e sulle ali del naso. È frequente la combinata manifestazione della dermatite atopica.

## Terapia
È basata sull'utilizzo di emollienti, idratanti a base di glicerolo, cheratolitici topici a base di urea o acido lattico, preferibilmente non salicilati.